# 費蘇爾峰
47°00′6″N 10°20′56″E / 47.00167°N 10.34889°E

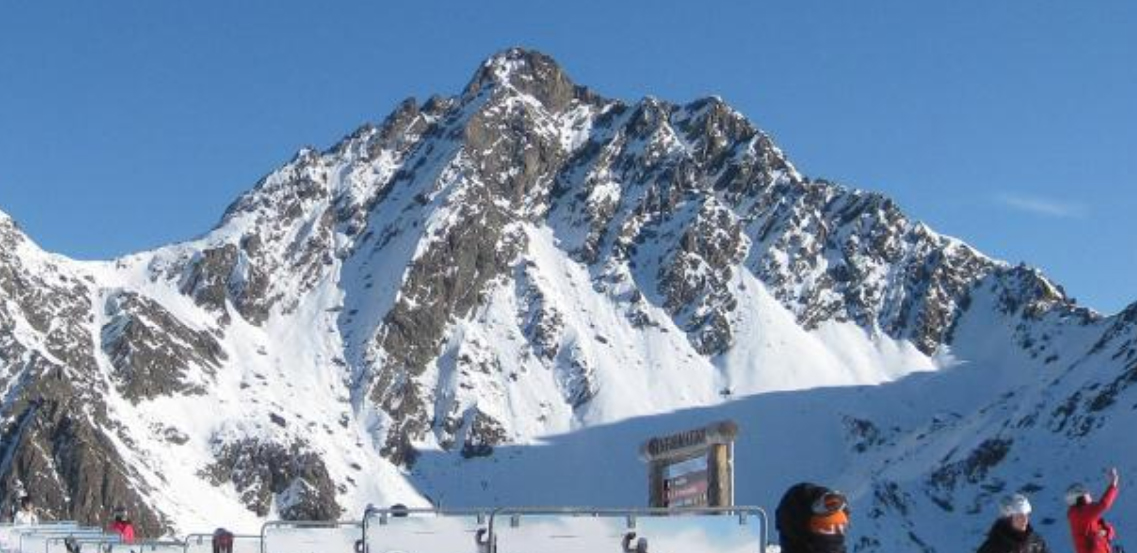

費蘇爾峰（德語：Vesulspitze），是奧地利的山峰，位於該國西南部，由蒂羅爾州負責管轄，屬於薩姆瑙恩阿爾卑斯山脈的一部分，海拔高度3,089米，每年平均降雨量1,367毫米。